# Kéksapkás tangara
A kéksapkás tangara (Sporathraupis cyanocephala) a madarak osztályának verébalakúak (Passeriformes) rendjébe és a tangarafélék (Thraupidae) családjába tartozó Sporathraupis nem egyetlen faja.
Magyar neve forrással nincs megerősítve.

## Rendszerezése
A fajt Alcide d’Orbigny és Frédéric de Lafresnaye írták le 1837-ben, az Aglaia nembe Aglaia cyanocephala néven. Egyes szervezetek a Thraupis nembe sorolják Thraupis cyanocephala néven.

## Alfajai
- Sporathraupis cyanocephala annectens J. T. Zimmer, 1944
- Sporathraupis cyanocephala auricrissa (P. L. Sclater, 1856)
- Sporathraupis cyanocephala buesingi (Hellmayr & Seilern, 1913)
- Sporathraupis cyanocephala cyanocephala (d'Orbigny & Lafresnaye, 1837)
- Sporathraupis cyanocephala hypophaea (Todd, 1917)
- Sporathraupis cyanocephala margaritae (Chapman, 1912)
- Sporathraupis cyanocephala olivicyanea (Lafresnaye, 1843)
- Sporathraupis cyanocephala subcinerea (P. L. Sclater, 1861)

## Előfordulása
Bolívia, Ecuador, Kolumbia, Peru, Trinidad és Tobago, valamint Venezuela területén honos. Természetes élőhelyei a szubtrópusi és trópusi hegyi esőerdők és magaslati cserjések, valamint ültetvények és másodlagos erdők. Állandó, nem vonuló faj.

## Megjelenése
Testhossza 16 centiméter, testtömege 27-47 gramm.
|  |

## Természetvédelmi helyzete
Az elterjedési területe nagyon nagy, egyedszáma pedig stabil. A Természetvédelmi Világszövetség Vörös listáján nem fenyegetett fajként szerepel.